# 문경희 (경기도의원)
문경희(文更姬, 1965년 9월 13일 ~ )는 대한민국의 정치인이다. 경기도의회 제8·9·10대 경기도의원(재임: 2010년 7월 1일 ~ 2022년 6월 30일)을 지냈다.

## 학력
- 부산대학교 영어영문학 학사
- 고려대학교 정책대학원 행정학 석사

## 경력
- 최재성 국회의원 정책특보
- 2010.07 ~ 2014.06: 제8대 경기도의회 의원
- 2014.07 ~ 2018.06: 제9대 경기도의회 의원
  - 2016.07 ~ 2018.06 : 제9대 경기도의회 후반기 보건복지위원회 위원장
- 2018.07 ~ 2022.06: 제10대 경기도의회 의원
  - 2018.07 ~ 2020.06: 제10대 경기도의회 전반기 건설교통위원회 위원
  - 2020.07 ~ 2022.06: 제10대 경기도의회 후반기 부의장

## 역대 선거결과
|  | 50.06% |

|  | 51.45% |

|  | 68.59% |